# Kavvayi
Kavvayi es una pequeña isla, cerca de Payyannur en el distrito de Kannur del estado de Kerala en la India. La isla está conectada con Payyannur por un pequeño puente sobre el río Kavvayi. Esta es una isla muy pintoresca. La población es mayoritariamente musulmana.
Kavvayi fue mencionada por importantes viajeros del mundo, como  Marco Polo en 1.293 d. C., Ibn Battuta en 1342 d. C. y Abu al-Fida en 1273 d. C..
La isla de Kavvayi fue originalmente llamada «Kavvil Pattanam», pero fue rebautizada por Sir William Hogan, el recaudador del distrito de la zona. Kavvayi fue la sede de un área de 125 millas cuadradas (320 km²) que albergaba un gran puerto y el tribunal de primera instancia durante la dominación británica.